# Yvan Mayeur
Yvan Mayeur ( Etterbeek, 24 de enero de 1960 - ) es un político belga, miembro del Partido Socialista y alcalde de Bruselas desde 2013 a 2017.
Localmente, Mayeur fue elegido consejero de la ciudad de Bruselas desde 1995 y miembro del CPAS/OCMW de Bruselas hasta que asumió el cargo  de Alcalde de Bruselas el 13 de diciembre de 2013, sucediendo a Freddy Thielemans quien renunció debido a su edad.
Nacionalmente, Mayeur es miembro de la Cámara de Representantes desde 1999, previamente también lo fue de 1989 a 1995.